# Jeremy Teela
Jeremy Teela (* 28. November 1976 in Seattle) ist ein ehemaliger US-amerikanischer Biathlet.
Jeremy Teela begann 1993 mit dem Biathlonsport und gehört dem US-Nationalteam seit 1997 an. Er ist Sportsoldat und lebt in Heber City. Bis 2009 war er mit der Biathletin Denise Teela verheiratet. Sein Debüt im Biathlon-Weltcup gab er 1997 bei einem Sprint in Ruhpolding. Höhepunkte seiner Weltcup-Karriere war ein zehnter Platz im Sprint in der Saison 2002/03 in Chanty-Mansijsk und ein neunter Platz im Sprint in der Saison 2000/01 in Pokljuka. Beide Platzierungen erreichte er bei gleichzeitig ausgetragenen Weltmeisterschaften. Bei Weltmeisterschaften trat er von 1997 bis 2009 immer an. 2002 in Salt Lake City und 2006 in Turin trat er bei den Olympischen Spielen an. Bei den Spielen in seinem Heimatland trat er in allen vier Rennen an und wurde guter 14. im Einzel, 20. im Sprint und 23. in der Verfolgung.

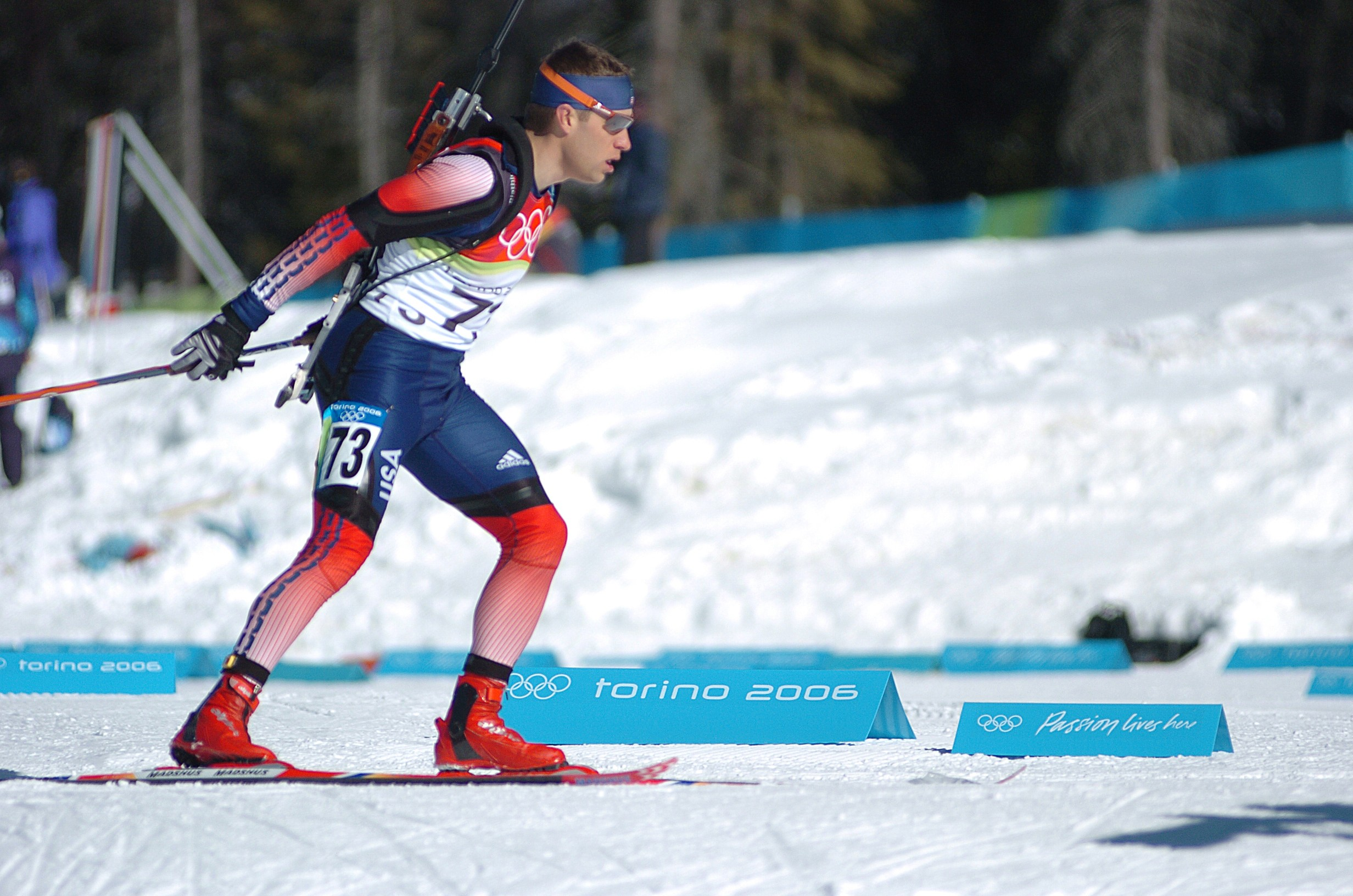
Jeremy Teela bei Olympia 2006 in Turin

Seit Mitte der 2000er-Jahre konnte Teela nur noch selten gute Ergebnisse erzielen, Top-20-Resultate erzielte er lange Zeit nicht mehr. In der Saison 2008/09 gewann er bis zu den Weltmeisterschaften einen ganzen Punkt und wurde vom Verband für den letzten Weltcup in Chanty-Mansijsk nicht mehr nominiert. Teela reagierte mit einer Trotzreaktion und lief im ersten Rennen nach der WM, einem Einzel in Vancouver-Whistler, hinter dem Überraschungssieger Vincent Jay und Daniel Böhm auf den dritten Platz. Damit erreicht er seine erste Podiumsplatzierung und sein drittes Top-Ten-Resultat. Jeremy Teela nahm an den Olympischen Winterspielen 2010 teil. Sein bestes Resultat war der 9. Platz im Sprint. Mit der Staffel belegte er Rang 13.

## Biathlon-Weltcup-Platzierungen
Die Tabelle zeigt alle Platzierungen (je nach Austragungsjahr einschließlich Olympische Spiele und Weltmeisterschaften).
- 1.–3. Platz: Anzahl der Podiumsplatzierungen
- Top 10: Anzahl der Platzierungen unter den ersten zehn (einschließlich Podium)
- Punkteränge: Anzahl der Platzierungen innerhalb der Punkteränge (einschließlich Podium und Top 10)
- Starts: Anzahl gelaufener Rennen in der jeweiligen Disziplin
- Staffel: inklusive Mixed-Staffel

| Platzierung                      | Einzel | Sprint | Verfolgung | Massenstart | Team | Staffel | Gesamt |
| -------------------------------- | ------ | ------ | ---------- | ----------- | ---- | ------- | ------ |
| 1. Platz                         |        |        |            |             |      |         |        |
| 2. Platz                         |        |        |            |             |      |         |        |
| 3. Platz                         | 1      |        |            |             |      |         | 1      |
| Top 10                           | 1      | 3      |            |             |      | 13      | 17     |
| Punkteränge                      | 2      | 18     | 11         | 2           | 1    | 38      | 72     |
| Starts                           | 34     | 100    | 45         | 2           | 1    | 40      | 222    |
| Stand: nach der Saison 2010/2011 |        |        |            |             |      |         |        |